# Diecezja Hongkongu
Diecezja Hongkongu (łac.: Dioecesis Sciiamchiamensis, ang. Diocese of Hong Kong) – katolicka diecezja w Hongkongu, Siedziba biskupa znajduje się w katedrze Niepokalanego Poczęcia Najświętszej Maryi Panny w Hongkongu. Jest sufraganią archidiecezji kantońskiej. Swoim zasięgiem obejmuje Specjalny Region Administracyjny Chin – Hongkong.

## Historia
- 11 kwietnia 1946 – utworzenie diecezji Hongkongu.

## Ordynariusze

### Prefekci apostolscy
- Theodor Joset (1841–1842)
- Antonio Feliciani OFM (1842–1847)
- Théodore-Augustin Forcade (1847–1850) wikariusz apostolski Japonii
- Antonio Feliciani OFM (1850–1855)
- Luigi Ambrosi (1855–1867)
- Giovanni Timoleone Raimondi PIME (1868–1874)

### Wikariusze apostolscy
- Giovanni Timoleone Raimondi PIME (1874–1894)
- Louis Marie Piazzoli PIME (1895–1904)
- Domenico Pozzoni PIME (1905–1924)
- Enrico Pascal Valtorta PIME (1926–1946)

### Biskupi
- Enrico Pascal Valtorta PIME (1946–1951)
- Lorenzo Bianchi PIME (1951–1968)
- Francis Xavier Hsu Chenping (1969–1973)
- Peter Wang Kei Lei (1973–1974)
- kard. John Baptist Wu Cheng-chung (1975–2002)
- kard. Joseph Zen Ze-kiun SDB (2002–2009)
- kard. John Tong Hon (2009–2017)
- Michael Yeung Ming-cheung (2017–2019)
- kard. Stephen Chow Sau-yan (od 2021)

### Administrator apostolski
- kard. John Tong Hon (2019-2021)

## Główne świątynie
- Katedra Niepokalanego Poczęcia Najświętszej Maryi Panny w Hongkongu